# Victor Hugo Palma Paúl
Victor Hugo Palma Paúl (Cidade da Guatemala, 10 de abril de 1958) é um bispo católico guatemalteco,  arcebispo de Los Altos Quetzaltenango-Totonicapán.
Victor Hugo Palma Paúl foi ordenado sacerdote em 23 de dezembro de 1983.
O Papa João Paulo II o nomeou Bispo Coadjutor de Escuintla em 14 de julho de 2001. O bispo de Escuintla, Fernando Claudio Gamalero González, concedeu-lhe a consagração episcopal em 1º de setembro do mesmo ano; Os co-consagrantes foram Ramiro Moliner Inglés, Núncio Apostólico na Guatemala, Rodolfo Quezada Toruño, Arcebispo da Guatemala e Victor Hugo Martínez Contreras, Arcebispo de Los Altos Quetzaltenango-Totonicapán.
Após a morte de Fernando Claudio Gamalero González, sucedeu-o como Bispo de Escuintla em 3 de abril de 2004.